# Riksväg 1, Estland
Riksväg 1 är en primär riksväg i Estland som utgör en del av Europaväg 20. Vägen är 213 kilometer lång och går mellan huvudstaden Tallinn och staden Narva vid gränsen mot Ryssland. Vägen fortsätter sedan mot Sankt Petersburg som A180 (E20).
Vägen ansluter till:
- Riksväg 2/Europaväg 263 (i Tallinn)
- Riksväg 4/Europaväg 67 (i Tallinn)
- Riksväg 8 (i Tallinn)
- Riksväg 11/Europaväg 265 (i Tallinn)
- Riksväg 94 (vid Maardu)
- Riksväg 13 (vid Jägala)
- Riksväg 85 (vid Liiapeksi)
- Riksväg 24 (vid Loobu)
- Riksväg 23 (vid Haljala)
- Riksväg 20 (vid Põdruse)
- Riksväg 5 (vid Sõmeru)
- Riksväg 20 (vid Võrkla)
- Riksväg 34 (vid Mustmätta)
- Riksväg 93 (vid Kohtla-Järve)
- Riksväg 93 (vid Järve)
- Riksväg 93 (vid Täkumetsa)
- Riksväg 3/Europaväg 264 (vid Jõhvi)
- Riksväg 32 (vid Jõhvi)
- Riksväg 91 (vid Hiiemetsa)
- Riksväg 91 (vid Narva)
- A180/Europaväg 20 (vid Narva)

## Historik
Vägen mellan Tallinn och Narva hade på 1930-talet vägnummer 2 för att därefter på Sovjetunionens tid istället först få vägnummer 21 (1940) och senare därefter beteckningen M11 (1980). 1995 fick vägen vägummer 1.

## Galleri

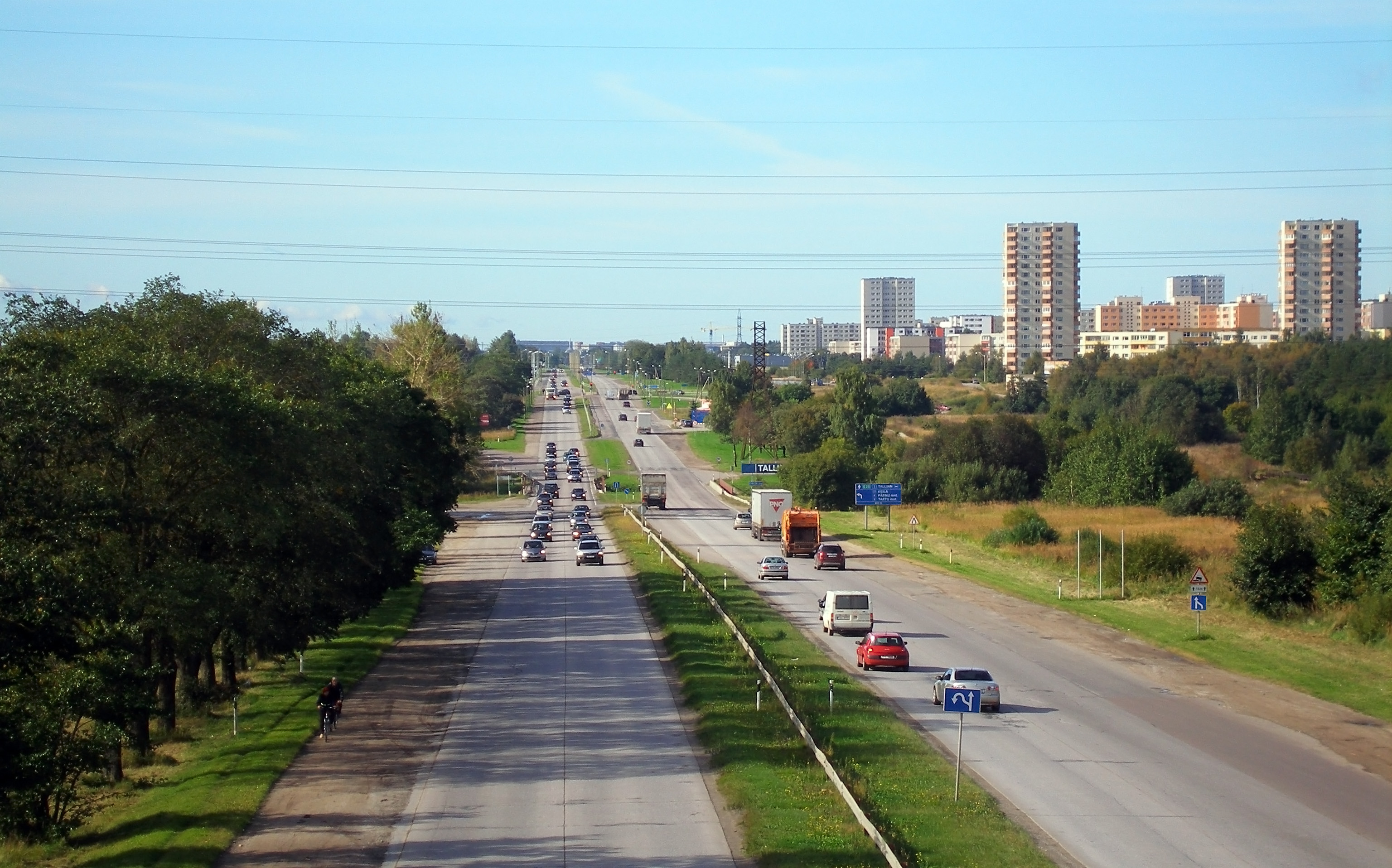
Riksväg 1 vid utkanten av Tallinn.
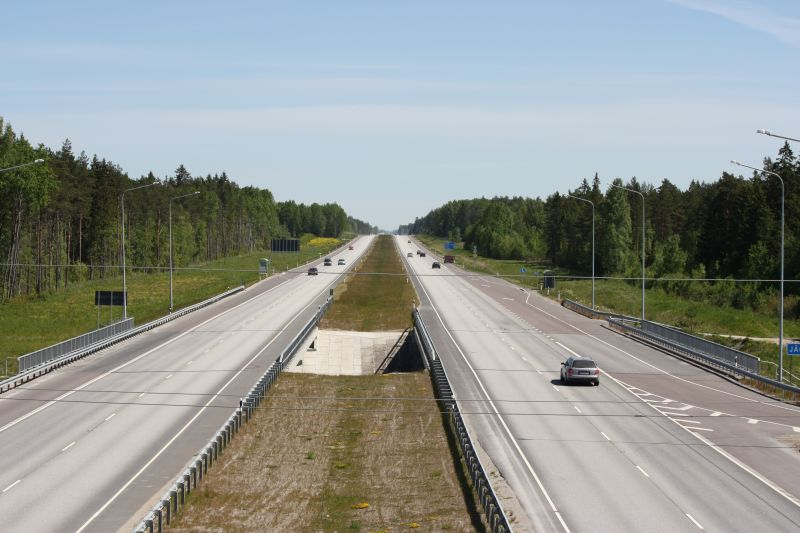
Riksväg 1 vid Jägala jõgi.
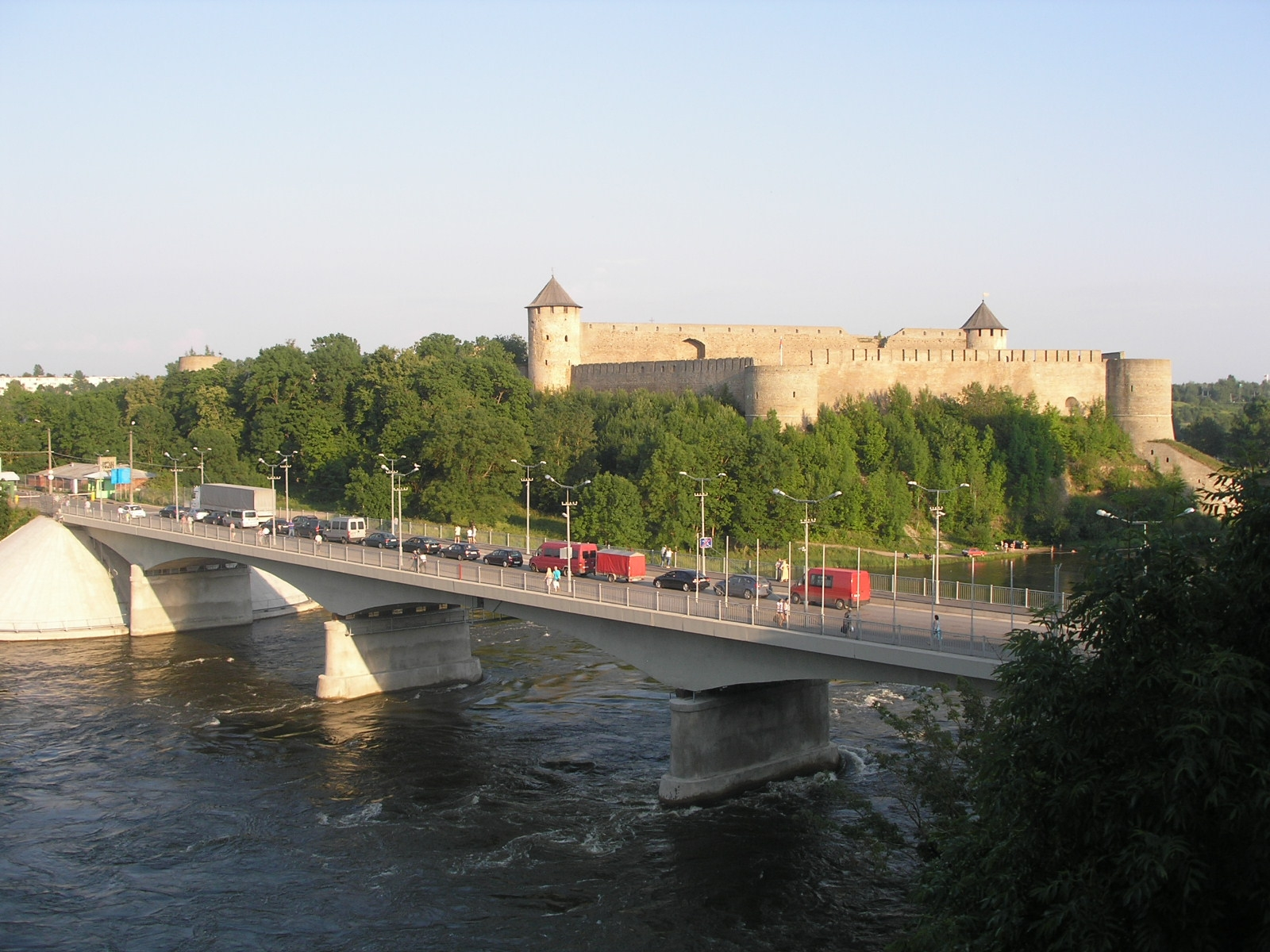
Gränsbron mellan Narva och Ivangorod där riksväg 1 slutar.